# Coelostegus prothales
Coelostegus prothales es la única especie del género Coelostegus de saurópsido eurreptil que vivió hace 307,1 a 305 millones de años, durante el Pensilvánico (Carbonífero inferior). Es conocido por un esqueleto parcial que recibió el nombre de ČGH 3027 que fue encontrado en la formación Kladno, en la actual República Checa.
De acuerdo con estudios filogenéticos, es la especie de eurreptil más basal conocida. Su posición filogenética es la que sigue:

|  | Thuringothyris mahlendorffae |
|  |                              |
|  | Captorhinidae                |
|  |                              |

|  | Brouffia orientalis |
|  |                     |
|  | Romeriida           |
|  |                     |

|  | Thuringothyris mahlendorffae |
|  |                              |
|  | Captorhinidae                |
|  |                              |

|  | Brouffia orientalis |
|  |                     |
|  | Romeriida           |
|  |                     |

|  | Thuringothyris mahlendorffae |
|  |                              |
|  | Captorhinidae                |
|  |                              |

|  | Brouffia orientalis |
|  |                     |
|  | Romeriida           |
|  |                     |

|  | Thuringothyris mahlendorffae |
|  |                              |
|  | Captorhinidae                |
|  |                              |

|  | Brouffia orientalis |
|  |                     |
|  | Romeriida           |
|  |                     |

|  | Thuringothyris mahlendorffae |
|  |                              |
|  | Captorhinidae                |
|  |                              |

|  | Brouffia orientalis |
|  |                     |
|  | Romeriida           |
|  |                     |

|  | Thuringothyris mahlendorffae |
|  |                              |
|  | Captorhinidae                |
|  |                              |

|  | Brouffia orientalis |
|  |                     |
|  | Romeriida           |
|  |                     |

|  | Thuringothyris mahlendorffae |
|  |                              |
|  | Captorhinidae                |
|  |                              |

|  | Brouffia orientalis |
|  |                     |
|  | Romeriida           |
|  |                     |

|  | Thuringothyris mahlendorffae |
|  |                              |
|  | Captorhinidae                |
|  |                              |

|  | Brouffia orientalis |
|  |                     |
|  | Romeriida           |
|  |                     |